# Hořeničtí z Hořenic
Hořeničtí z Hořenic jsou vladycká rodina držící Hořenice (konec 14. století – začátek 16. století). Byl to erbovní rod, který získal svůj znak před Bílou horou. Nejstarší zmínka je pravděpodobně z obchodní smlouvy a sděluje, že roku 1391 prodala vesnici Hořenice Anna z Hořenic svým bratrům Janu a Heřmanovi. Poté rodina pravděpodobně zchudla.

## Erb
Stříbrná husa probodnutá zlatým šípem na modrém poli. 